# デイヴィッド・トンプソン (バスケットボール)
デイヴィッド・オニール・トンプソン (David O'Neil Thompson, 1954年7月13日 - ) は、アフリカ系アメリカ人の元プロバスケットボール選手。ノースカロライナ州シェルビー出身。身長193cm、体重88kg。ポジションはシューティングガード。
傑出した才能でノースカロライナ州立大学、プロリーグABA、NBAと当時のアメリカバスケットボール界を席巻。偉大なキャリアを過ごすはずだったが、薬物とアルコールで身を滅ぼし、薬物スキャンダルに侵された1970年代NBA暗部の象徴として語られることが多い選手である。"Sky Walker"の異名を持つ驚異的な跳躍力を誇り、垂直跳びで122cmを跳んでギネスブックに載ったり、「バスケットボードの上のコインを取ることができた」など様々な逸話を残した。1996年には殿堂入りを果たし、背番号『33』はプロキャリアの大半を過ごしたデンバー・ナゲッツの永久欠番となっている。

## 経歴

### ノースカロライナ州立大学
1954年、南部の田舎町、ノースカロライナ州シェルビーで聖職者の親のもと10人兄弟の一人として生まれたデイヴィッド・オニール・トンプソンは、貧しさと差別に喘ぎながらもバスケットボールに熱中する少年時代を過ごし、高校時代には2度の州オールチームに選ばれ、3年生時には最優秀選手を受賞した。
大学は地元のノースカロライナ州立大学に進学。大学でのプレーはデイヴィッド"スカイウォーカー"トンプソンの名を一躍全米に知らしめた。彼はとにかく誰よりも高く宙に舞った。「バスケットボードの上に置いたコインをジャンプして取ることができた」という有名なエピソードが出来たのもこの頃であり、大学1年時には彼の噂を聞きつけたギネスブックがわざわざ大学にやってきて、彼の跳躍力を測定した。その時に出た記録が42インチ（約107cm）で、ギネス記録に認定された。その後さらに跳躍力を鍛えたトンプソンは、48インチ（約122cm）にまで数字を伸ばしている。当時のカレッジバスケ（NCAA）は試合中のダンクシュートを禁止しており、その制約を乗り切るために生み出されたのがカリーム・アブドゥル＝ジャバーの「スカイフック」だったが、トンプソンもまた彼独自のプレーを編み出している。それは「アリウープ・レーン」と呼ばれるもので、チームメートで共同発案者でもあるモンテ・トウがリング近くに高々とあげたトスをトンプソンが空中で受け取り、そのままリングの中に落とすというものだった。驚異的な身体能力を誇るトンプソンだからできる技であり、このプレーはチームの重要な得点パターンの一つとなり、またこの技術はトンプソンによって広く知られるようになった。なお、大学最後の年、1975年のノースカロライナ大学との試合の後半開始直後に、トンプソンは彼の大学キャリアで唯一のダンクを決めている。得点は認められず、コーチのノーム・スローンの命令でトンプソンはすぐにベンチに下げられたが、客席からは嵐のような喝采が送られた。
当時のNCAAの規定により大学1年時は公式試合に出場できなかったが、大学2年生、1972-73シーズンからいよいよトンプソンの快進撃が始まった。トンプソンはこのシーズン、チームを27戦全勝に導き、1973-74シーズンは全米ランキング1位となった。1974年のACCトーナメント決勝ではランキング4位のメリーランド州立大学とACC史上に残る熱戦を演じ、オーバータイムまでもつれた試合を103-100で制した。その後ノースカロライナ州立大はNCAAトーナメントも勝ち抜いていくが、ランキング4位のメリーランド州立大がNCAAトーナメント本戦に出られないという事態となったため、後にトーナメントの出場枠拡大に繋がっている。当時のカレッジバスケ界は名将ジョン・ウッデン率いるUCLAがNCAAトーナメント七連覇を達成するなど圧倒的な強さを誇っていたが、ノースカロライナ州立大はそのUCLAとトーナメント準決勝で対決。試合はダブルオーバータイムまで戦うという大激戦となったが、193cmのトンプソンがUCLAのエースで211cmのセンター、ビル・ウォルトンのシュートをブロックし、さらには試合終盤での決定的な場面でウォルトンの上からジャンプシュートを決めるなどの大活躍を見せ、ノースカロライナ州立大を勝利に導くと共に、10年近くにわたって続いたUCLAによるNCAA支配に終止符を打った。決勝のマーケット大学戦を制したノースカロライナ州立大はNCAAトーナメント初優勝を果たし、トンプソンは大会MVPに選ばれた。1974-75シーズンにはネイスミス賞、アドルフ・ラップ賞など主要個人タイトルをはじめ、様々な賞を総なめにしている。
トンプソンはACC史上最も重要な選手の一人に位置づけられており、2002年のACC50周年記念に発表されたACCバスケットボール選手Top50においてはマイケル・ジョーダン、ティム・ダンカン、グラント・ヒルら錚々たるメンバーを抑えて1位に選ばれている。また70年代当時ノースカロライナに数いるバスケ少年の一人だったマイケル・ジョーダンは、大学で活躍するトンプソンに強烈な印象を持ったという。ジョーダンは少年時代に憧れたバスケ選手に度々トンプソンの名前を挙げており、2009年にジョーダンが殿堂入りする際にも、プレゼンターにトンプソンを選んだほどである。

### デンバー・ナゲッツ

#### プロバスケ界の寵児
1975年に大学を卒業したトンプソンに2つのプロリーグ、NBAとABAが同時に彼を指名した。NBAのアトランタ・ホークスは1975年のNBAドラフトでトンプソンを全体1位指名し、ABAからはバージニア・スクワイアーズが彼を指名したが、スクワイアーズとデンバー・ナゲッツとの1対5の大型トレードによりナゲッツがトンプソンの権利を獲得した。そしてトンプソンが選んだのがナゲッツとの契約だった。トンプソンがナゲッツを選んだのは、ナゲッツがより好条件の契約内容を示したことと、トンプソンの目にはファストフード店のマクドナルドで契約の話を進めるホークスがあまりトンプソンの勧誘に熱心ではないように見えたからだった。トンプソンはナゲッツと5年250万ドルという巨額契約を結んだ。貧しい少年時代を過ごしたトンプソンは、当時ルーキーとしてはプロスポーツ史上最高額の契約を手にしたのである。
トンプソンのプロデビューは鮮烈だった。スカイウォーカーの名に恥じないトンプソンの華やかなプレイは多くのファンの足をアリーナに運ばせ、ナゲッツの総観客動員数は前年1974‐75シーズンの約28万人から1975-76シーズン55万人と、ほぼ2倍という驚異的な伸びを見せた。成績も申し分なく、1年目から平均26.0得点（リーグ3位）6.3リバウンドを記録して当然のように新人王を受賞すると共に、オールABA2ndチームにも名を連ねた。さらにオールスターゲームでは29得点8リバウンドをあげてルーキーにしてオールスターMVPに輝いている。またこのオールスターでは初めてスラムダンクコンテストが開催され彼は空中で360度ターンするダンクを見せて決勝まで進みトンプソンとABAの大スター、ジュリアス・アービングとで争われたが、アービングのレーンアップ（フリースローラインから踏み切ってのダンク）の前に初代スラムダンク王の座は逃している。ナゲッツは前年からラリー・ブラウンがヘッドコーチに就任しており、そしてこの年にはトンプソンにセンターのダン・イッセルという2人の名選手が加わり、60勝24敗という好成績を記録。プレーオフも勝ち抜いてチーム史上初のファイナルに進出するが、トンプソンの前に再びアービングが立ちはだかり、ナゲッツはアービングのニューヨーク・ネッツの前に2勝4敗で敗退した。
優勝こそならなかったもののナゲッツにとっては大成功の1年となったが、この頃にはABAは経営難で瀕死状態となっており、このシーズンも解散に追い込まれるチームが続出。シーズン終了後にはABAそのものがNBAに吸収合併されることで消滅することが決まっていた。比較的優良なフランチャイズだったデンバー・ナゲッツは生き残り、新たにNBAに加盟するという形で生き残ったが、その際にナゲッツは莫大な加盟料を支払わされ、またルールも環境も違うNBAではナゲッツは苦戦を強いられるであろうと予想された。しかしナゲッツはトンプソンとイッセルの二枚看板で新天地でも堂々と戦い、リーグ全体2位の得点力を武器に50勝32敗の成績でミッドウェスト・デビジョンを制し、トンプソンもリーグ4位となる平均25.9得点をあげ、オールNBA1stチームに選出された。プレーオフ1回戦ではポートランド・トレイルブレイザーズと対決。トンプソンが大学時代のライバルだったビル・ウォルトンの上からダンクを叩き込み、バックボードを破壊するという衝撃的な場面も見られたが、チームは2勝4敗で敗退している。なお、1976-77シーズンの得点リーグ1位はやはり元ABAのサンアントニオ・スパーズだったが、プロ3年目の1977-78シーズンにトンプソンはそのスパーズのエース、ジョージ・ガービンと激しい得点王争いを演じる。4月9日のレギュラーシーズン最終戦直前の段階でガービンに僅かに遅れをとり、得点王ランキング2位だったトンプソンは、その最終戦で73得点と爆発。これはトンプソンにとってのキャリアハイであり、ナゲッツのチーム記録であり、そしてリーグ史においてもウィルト・チェンバレンの100得点に次ぐ歴代2位となった（後にコービー・ブライアントが81得点を記録し、2009年現在は歴代3位）。この日の大量得点でトンプソンはついにガービンをかわして得点ランキング1位に躍り出るが、ガービンも黙っておらず、同日に行われたスパーズのレギュラーシーズン最終戦で63得点をあげて再逆転。最終的にはガービンの平均27.22得点、トンプソンの27.15得点となり、トンプソンは得点王のタイトルを逃した。0.07点差は得点王レース史上最小の僅差であり、このシーズンの得点王争いの熾烈さを物語っていた。
このシーズン終了後、トンプソンは5年400万ドルというアメリカプロスポーツチーム史上最高額という超大型契約をナゲッツと結んだ。差別と貧困に塗れた世界から這い上がり、大金と名声を手に入れたトンプソンのキャリアは、今まさに絶頂期を迎えているはずだった。

#### 転落
1970年代のNBAは薬物汚染が爆発的に広まった時期であり、ある報道では選手の60%がマリファナを吸引していると報じられ、多くのスター選手が薬物やアルコールに手を出していた。当時は薬物に対する抵抗感が低く、また薬物が健康に与える害も殆ど認知されていなかった。田舎育ちのトンプソンはその手の誘惑に対する免疫が無く、スター選手として祭り上げられ、華やかな舞台の裏に広がる世界に染まるまでに、そう時間は掛からなかった。ルーキーイヤーに初めて体験した薬物の誘惑にトンプソンは抗えなくなり、スター選手としてのプレッシャーから解放されるためにも使用頻度は日を追うごとに増していった。薬物・アルコール中毒の影響は次第に選手としてのトンプソンを蝕んでいき、プレイにも身が入らなくなり、練習の遅刻・無断欠席が続くようになった。1978-79シーズンにはオールスターMVPを受賞するなど未だトップレベルで活躍していたが、1979-80シーズンには足首の靭帯損傷でシーズンの大半を欠場。故障という不本意な状況は益々トンプソンを薬物・アルコール依存に走らせ、トンプソンのパフォーマンスは低下の一途を辿った。エースの失墜にナゲッツのチーム成績も下降線を辿り、1979-80シーズンにはついにプレーオフ進出を逃し、トンプソン見たさに会場に足を運んだファンの数も減少していった。1981-82シーズン終了後、ナゲッツはついにトンプソンの放出を決意。殆ど無名の選手ビル・ハンスリークとドラフト1巡指名権との交換で、シアトル・スーパーソニックスにトレードされた。

#### ナゲッツ退団後
スーパーソニックス移籍を機会に薬物中毒からの脱却を試みたトンプソンは、ソニックス1年目の1982-83シーズンに平均15.9得点をあげ、オールスターにも4年ぶりに復帰するなど復活の兆しが見えた。まだ30歳を迎える前だったトンプソンはオフにはデンバーのリハビリ施設に入り完全復活を目指したが、彼がかつての勇姿を取り戻すことはなかった。迎えた1983-84シーズン、ニューヨーク遠征の深夜。マンハッタンの有名なクラブ、「Studio54」の階段で泥酔状態のトンプソンは足を踏み外し転落、左膝に負った大怪我は、彼の選手キャリアの全てを奪った。プロ9年目、30歳のトンプソンは2度とプロのコートに上がることはなかった。

### 引退後
スーパーソニックスを解雇されたトンプソンは、復帰するために1985年にインディアナ・ペイサーズのトライアウトを受けたが失敗。かつては史上最高額の契約を結んだトンプソンだったが、1986年には自己破産を申請した。以後も薬物の魔の手から逃れることはできず、1988年にはNBAの新球団、シャーロット・ホーネッツのコミュニティー・リレーションズ部門の部長に就任するも、薬物が原因で僅か3ヶ月で解雇された。その後チームに復帰し1993年まで若手育成のためのコーディネーターを務めた。
1992年11月にデンバー・ナゲッツは彼の背番号33番を永久欠番とするセレモニーを行った。
トンプソンを薬物から解放したのは信仰心だった。キリスト教に目覚めたトンプソンは以後薬物を一切断って社会復帰に成功。全米各地でバスケットボール・クリニックを開く日々を送り、2003年には約30年ぶりにノースカロライナ州立大学に戻り、社会学の学位を取得。2004年には彼の半生を描いたテレビ映画、「Skywalker」の撮影に協力した。
マイケル・ジョーダンが2009年にバスケットボール殿堂入りに輝いた際、プレゼンターとしてジョーダンから招待された。ノースカロライナ州で育ったジョーダンにとってスピーチ中に何度も名前を出すほどの憧れの人物である。

## 個人成績

### NBAレギュラーシーズン
| シーズン | チーム | GP  | GS | MIN  | PTS  | REB | AST | STL | BLK | FG%  |
| -------- | ------ | --- | -- | ---- | ---- | --- | --- | --- | --- | ---- |
| 1975–76  | DEN    | 83  | —  | 37.4 | 26.0 | 6.3 | 3.7 | 1.6 | 1.2 | .515 |
| 1976–77  | DEN    | 82  | —  | 36.6 | 25.9 | 4.1 | 4.1 | 1.4 | .6  | .507 |
| 1977–78  | DEN    | 80  | —  | 37.8 | 27.2 | 4.9 | 4.5 | 1.2 | 1.2 | .521 |
| 1978–79  | DEN    | 76  | —  | 35.1 | 24.0 | 3.6 | 3.0 | .9  | 1.1 | .512 |
| 1979–80  | DEN    | 39  | —  | 31.8 | 21.5 | 4.5 | 3.2 | 1.0 | 1.0 | .468 |
| 1980–81  | DEN    | 77  | —  | 34.0 | 25.5 | 3.7 | 3.0 | .7  | .8  | .506 |
| 1981–82  | DEN    | 61  | 5  | 34.0 | 14.9 | 2.4 | 1.9 | .6  | .5  | .486 |
| 1982–83  | SEA    | 75  | 64 | 20.4 | 15.9 | 3.6 | 3.0 | .6  | .4  | .481 |
| 1983–84  | SEA    | 19  | 0  | 28.7 | 12.6 | 2.3 | .7  | .5  | .7  | .539 |
| 通算     | 通算   | 592 | 69 | 32.8 | 22.7 | 4.1 | 3.3 | 1.0 | .9  | .505 |

### プレイオフ
| シーズン | チーム | GP | MIN  | PTS  | REB | AST | STL | BLK | FG%  |
| -------- | ------ | -- | ---- | ---- | --- | --- | --- | --- | ---- |
| 1976     | DEN    | 13 | 39.1 | 26.4 | 6.4 | 3.0 | 1.2 | .4  | .536 |
| 1977     | DEN    | 6  | 39.5 | 24.7 | 5.2 | 4.0 | 1.5 | .7  | .463 |
| 1978     | DEN    | 13 | 37.0 | 25.2 | 4.1 | 4.0 | .7  | 1.6 | .450 |
| 1979     | DEN    | 3  | 40.7 | 28.0 | 7.0 | 4.0 | 1.3 | .3  | .551 |
| 1982     | DEN    | 3  | 22.0 | 11.7 | 3.3 | 2.0 | .3  | .0  | .455 |
| 1983     | SEA    | 2  | 32.5 | 12.0 | .0  | 3.5 | .5  | .5  | .360 |
| 通算     | 通算   | 40 | 37.0 | 24.1 | 5.0 | 3.5 | 1.0 | .8  | .485 |

## スタッツ・受賞歴

### ABA/NBA通算成績
- 592試合出場
- 13,422得点（平均22.7得点）
- 2,446リバウンド（平均4.1リバウンド）
- 1,939アシスト（平均3.3アシスト）
- FG成功率：50.5%
- FT成功率：78.1%

### 主な業績・受賞歴
- 大学時代
  - NCAAトーナメント制覇　（1974）
  - NCAAトーナメントMost Outstanding Player （1974）
  - AP通信選出年間最優秀選手 （1974）
  - ネイスミス賞 （1975）
  - アドルフ・ラップ賞 （1975）
  - AP通信選出オールアメリカ1stチーム （1973～1975）

- プロ時代
  - ABA新人王 （1976）
  - オールABA2ndチーム (1976)
  - ABAオールスターゲーム出場 （1976）
  - ABAオールスターMVP （1976）
  - オールNBA1stチーム （1977, 1978）
  - NBAオールスターゲーム出場 （1977～1979, 1983）
  - NBAオールスターMVP （1979）
  - 1試合73得点はNBA歴代3位

- バスケットボール殿堂 （1996）
- ACC50周年記念オールタイムチーム （2002）
- 背番号『33』はデンバー・ナゲッツの永久欠番

## 関連書籍
- 『ダンクシュート』 2003年3月号 [5]
- 『ダンクシュート』 2009年4月号 [6]